# Христорождественский монастырь (Уфа)
Христорождественский женский монастырь — первый женский (впоследствии штатный) монастырь в городе Уфе, существовавший в XVII—XVIII веках. В 1777 году переведён в Спасский женский монастырь города Слободского как заштатный с наименованием «Уфимский».

## История
Упоминается в грамоте Царя Михаила Федоровича от 1619 года, который пожаловал Христорождественскому женскому монастырю луговую землю за рекой Белой, и велел давать из Уфимской казны жалованье и продовольствие насельницам. Монастырь состоял из деревянных холодной церкви в честь Рождества Христова и тёплой церкви во имя Святого и праведного Алексия, человека Божия. В монастыре находили приют вдовы и осиротевшие дочери стрельцов, пушкарей, других служилых людей, находившихся на службе в Уфимском кремле: согласно переписи 1647 года, где гарнизон не превышал 300 человек, числилось более половины «вдовьих» дворов; в самом монастыре — 40 насельниц.
По данным П. Ф. Ищерикова, монастырь находился на спуске Троицкого холма вблизи Уфимского кремля, ограждая его от Троицкого оврага (ныне — территория бывшего Завода горного оборудования). Расположение монастыря есть на двух рисунках Уфы, сделанных П. И. Рычковым в 1744 году.
После пожара 1759 года, когда сгорело монастырское здание вместе с Уфимским кремлем, кельи монастыря в 1760 году построены на новом месте по Казанской улице, напротив современного здания Первой пожарно-полицейской части (улица Октябрьской Революции, 69). В 1760—1762 годах построены деревянные холодная церковь в честь Рождества Христова (Рождественская церковь; переименована в 1762 году при перемещении монастыря из церкви во имя Рождества Ионна Предтечи, которая начала строиться в 1760 году) с тёплым приделом во имя Святого Алексея Божия человека и церковь в честь Рождества Иоанна Предтечи (Предтеченская церковь; построена на пожертвования боярина Воинова). Известны игуменьи этого периода (по порядку) — Евдокия, Мариамия, Параскева и Пелагея.
В 1764 году, по секуляризационной реформе, монастырь сделался штатным, с одной игуменьей, одной казначеей и 12 монахинями. Оставшиеся за штатом монахини распределены по другим штатным монастырям. В 1764 году из упразднённого Слободского Спасского женского монастыря переведены в Христорождественский монастырь монахини во главе с игуменьей Таисией.
В 1775—1777 году, по представлению игуменьи Таисии Святейшему Синоду, весь Уфимский Христорождественский монастырь переведён обратно в Слободской монастырь как заштатный, с наименованием «Уфимский». Рождественская церковь стала приходской, в 1816 году сгорела. Предтеченская церковь также стала приходской, в 1800 году перенесена во вновь созданный Уфимский Успенский мужской монастырь на Усольской горе.